# Georg Solti

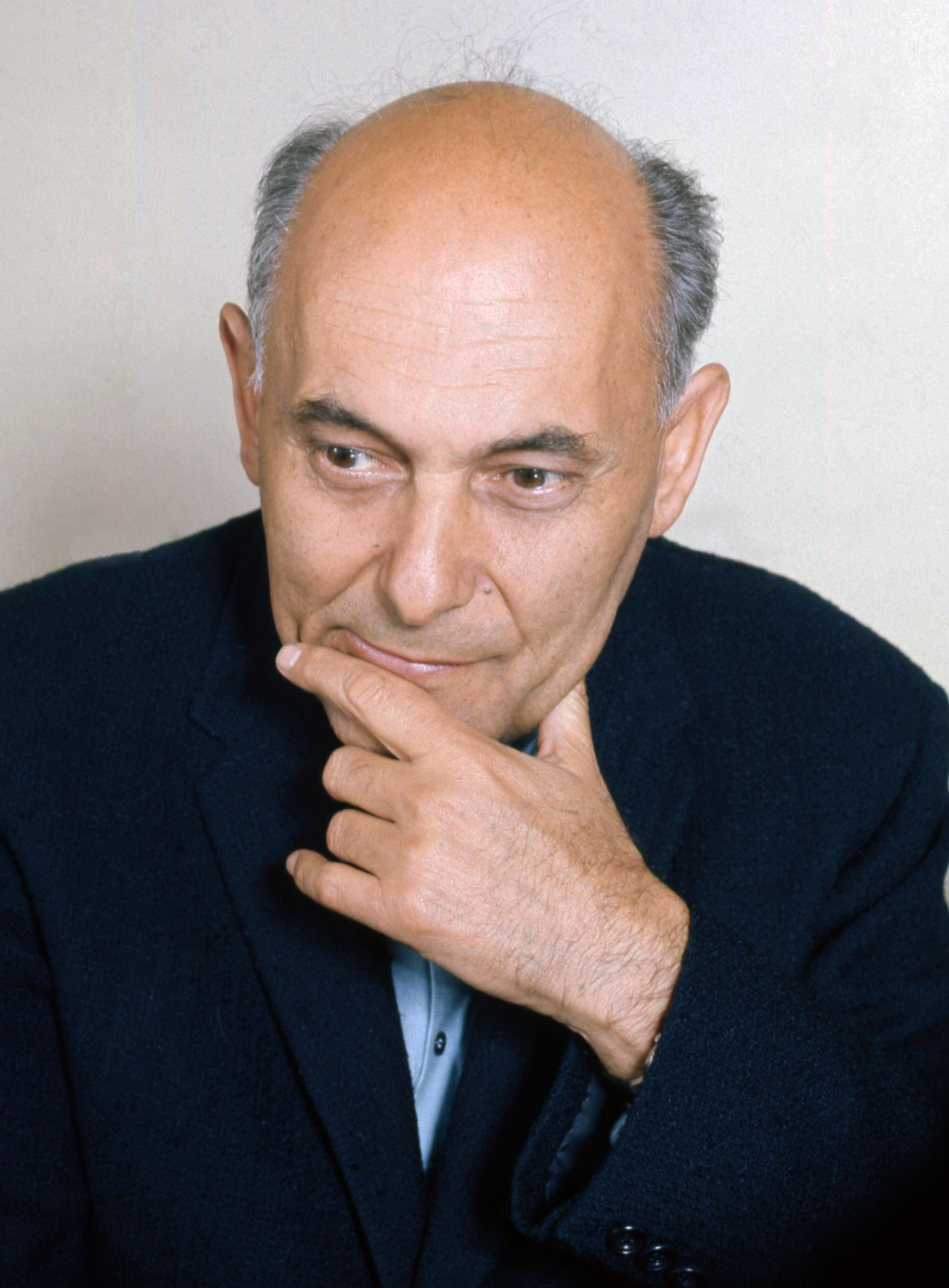
Georg Solti

Sir Georg Solti (21 tháng 10 năm 1912 - 5 tháng 9 năm 1997) là một nhạc trưởng dàn nhạc và opera nổi tiếng. Sir Georg Solti là người đoạt nhiều giải Grammy nhất từ trước đến giờ, ông đã thắng 31 giải. Ông đã có tổng cộng 74 đề cử Grammy trong sự nghiệp của mình. Ông là một trong những nhạc trưởng lỗi lạc nhất của thế kỷ 20 và là biểu tượng hàng đầu của nền văn hoá châu Âu và Mĩ. Georg Solti đã có bản ghi âm đầu tiên là với hãng Decca vào năm 1947, với tư cách là nghệ sĩ piano (cùng với nghệ sĩ violin người Đức Georg Kulenkampff chơi Violin Sonata của Brahms, Mozart và Beethoven) và với tư cách chỉ huy dàn nhạc là với Zurich Tonhalle Orchestra (Egmont Overture của Beethoven). Ông tiếp tục ghi âm độc quyền cho Decca trong hơn nửa thế kỉ và để lại một gia tài đồ sộ với hơn 250 bản ghi âm xuất sắc, trong đó có 45 vở opera, chủ yếu là với Vienna Philharmonic, London Philharmonic, Chicago Symphony Orchestra và London Symphony Orchestra. Ông đã giành được rất nhiều giải thưởng quốc tế cho các bản ghi âm của mình, trong đó có 31 giải Grammy, nhiều hơn bất kì một nghệ sĩ cổ điển hay đại chúng nào.

## Tiểu sử
Georg Solti sinh ngày 21 tháng 10 năm 1912 tại Budapest, Hungary với tên khai sinh ban đầu là György Stern trong một gia đình có nguồn gốc Do Thái. Là một người sùng bái nước Đức một cách kì lạ, bố của György đã đổi tên con mình thành Georg – một cái tên Đức và đổi họ của gia đình thành Solti để tránh những thế lực bài trừ dân Do Thái. Tuy nhiên đến năm 13 tuổi, Georg đã tham dự một buổi hòa nhạc do Erich Kleiber (cha của Carlos Kleiber) chỉ huy và cậu bé chợt cảm thấy mình có một cảm giác kì lạ, một sự cuốn hút không thể diễn tả và Georg hiểu rằng, cậu sẽ trở thành một nhạc trưởng.
Trong thập niên 1930, ông là một répétiteur tại Nhà hát lớn Nhà nước Hungary và làm việc tại Liên hoan Salzburg cho Arturo Toscanini. Sự nghiệp của ông bị gián đoạn bởi sự nổi lên của Đức quốc xã, và bởi vì ông là một người Do Thái, ông chạy trốn luật chống Do Thái ngày càng hạn chế vào năm 1938. Sau khi tiến hành một mùa giải của ba lê Nga ở London tại Nhà hát opera hoàng gia (Royal Opera House), ông đã tìm thấy nơi trú ẩn ở Thụy Sĩ, nơi ông ở trong cuộc chiến tranh thế giới thứ hai. Bị cấm tiến hành ở đó, anh kiếm đủ sống là nghệ sĩ dương cầm.
Sau khi chiến tranh Solti được bổ nhiệm làm giám đốc âm nhạc của Nhà nước Bavarian Opera tại Munich từ năm 1946. Năm 1952, ông chuyển đến Opera Frankfurt, nơi ông vẫn chịu trách nhiệm trong chín năm. Ông đã nhập quốc tịch Đức năm 1953. Năm 1961, ông trở thành giám đốc âm nhạc của Công ty Opera Covent Garden ở London. Trong suốt thời gian mười năm của mình, ông đã giới thiệu những thay đổi đưa ra các tiêu chuẩn cấp quốc tế cao nhất. Theo Giám đốc âm nhạc của mình, tình trạng của công ty đã được công nhận bằng cấp của danh hiệu "Opera Hoàng gia". Ông đã trở thành một người Anh vào năm 1972.
Năm 1969,, Solti đã được bổ nhiệm làm giám đốc âm nhạc của dàn nhạc giao hưởng Chicago, một chức vụ ông đã đảm trách trong 22 năm. Ông khôi phục lại danh tiếng của dàn nhạc sau khi nó đã bị suy giảm đối với hầu hết các thập kỷ trước. Ông đoạt giải thưởng đạo diễn âm nhạc của dàn nhạc lúc nghỉ hưu vào năm 1991. Trong suốt thời gian của chơi cho dàn nhạc Chicago, ông cũng đã có thời gian ngắn hơn phụ trách các dàn nhạc Orchestre de Paris và London Philharmonic Orchestra.
Georg Solti qua đời đột ngột ở tuổi 84 khi đang ngủ khi ông đang đi nghỉ tại Antibes, Pháp vào ngày 5 tháng 9 năm 1997.
Một tấm biển trang trọng được để ngoài ngôi nhà nơi Solti sinh ra tại Budapest. Thi hài của ông được chuyển về Hungary, sau một lễ tang cấp nhà nước, ông được hoả táng và tro được chôn cất tại nghĩa trang Farkasréti ở Budapest gần phần mộ của Belá Bartok.